# (74468) 1999 CY44
(74468) 1999 CY44 – planetoida z pasa głównego asteroid okrążająca Słońce w ciągu 5,28 lat w średniej odległości 3,03 j.a. Odkryta 10 lutego 1999 roku.